# Spagna romana
Per Spagna romana (Hispania) si intende quel periodo storico in cui la penisola iberica passò sotto controllo romano.
Espulsi i Cartaginesi dalla costa mediterranea occupata della Hispania nel corso della seconda guerra punica (206 a.C.), Roma fondò la nuova provincia e iniziò una lenta occupazione della penisola, che si prolungò per buona parte del II secolo a.C. Le province iberiche vennero, infatti, interessate da una serie di rivolte e azioni di conquista, che comportarono frequentemente l'invio di eserciti guidati dai consoli. 
Nei primi decenni dell'occupazione infatti i romani si trovarono di fronte alla guerriglia scatenata dal capo lusitano Viriato, che culminò con la presa della città celtibera di Numanzia (133 a.C.). Solo al termine di tali eventi bellici (a cavallo fra la fine del II e i primi anni del I secolo a.C.), che successivamente si salderanno con le guerre civili della tarda età repubblicana, combattute in parte in Iberia, il potere romano sulle due province poté considerarsi pienamente consolidato (anche se si estenderà a tutta la penisola solo dopo l'assoggettamento dei Cantabri in età augustea).
L'occupazione romana culminò con la creazione delle province hispaniche. Il nome deriva dal termine di probabile origine fenicio Hispania o Ispania, che significa terra di conigli. Appare in letteratura e in storiografia fin dalla tarda età repubblicana: anche Tito Livio utilizza i termini di Hispania e di Hispani (o Hispanici) per designare il territorio iberico e i popoli che lo abitavano.
Diede i natali agli imperatori: Traiano, Adriano, e Teodosio I e vi nacquero anche alcuni importanti scrittori (fra cui Seneca e Marziale). Dopo quasi sette secoli di dominazione romana, l'Hispania assorbì la cultura latina, adottandone la lingua, costumi e leggi.

## Statuto
La nuova provincia di Hispania venne fondata secondo lo storico francese André Piganiol, nel 206 a.C..
La stessa fu divisa in Hispania Citerior (Spagna citeriore) e la Hispania Ulterior (Spagna ulteriore) furono due province romane con capitali, rispettivamente, Tarragona e Cordova, nel 197 a.C., dopo pochi anni dalla fine della seconda guerra punica. Erano separate da una linea di demarcazione che dalla città di Carthago Nova (Cartagena), o dalle sue immediate vicinanze, attraverso la meseta, raggiungeva i Pirenei occidentali. Era dunque una frontiera che si discostava alquanto da quella precedentemente delimitata dal fiume Ebro, che aveva costituito il limite all'espansione cartaginese in Spagna, fissato con il trattato del 226 a.C.
Sotto Ottaviano Augusto, nel 27 a.C. le due province furono abolite e i territori spagnoli furono suddivisi nelle tre nuove province di Lusitania (Lusitania), Betica (Hispania Baetica) e Tarraconense (Hispania Tarraconensis). Capitali delle tre province erano, rispettivamente, Emerita Augusta, Corduba e Tarraco.
Agli inizi del III secolo l'imperatore Caracalla fece una nuova divisione che però durò poco tempo. Separò l'Hispania Citerior in due nuove porzioni, creando le nuove province di Provincia Hispania Nova Citerior e Asturiae-Calleciae. Nel 238 fu ristabilita la provincia Hispania Tarraconensis.
Nell'epoca degli imperatori-soldati, nel corso del terzo secolo d.C., la Hispania Nova, la parte nordoccidentale della Spagna, fu distaccata dalla Hispania Tarraconensis, e divenne una piccola provincia. Nella tarda Antichità con la riforma di Diocleziano si formò la diocesi Hispaniae, governata da un vicario, sottoposto al prefetto del pretorio delle Gallie, con capitale Emerita Augusta, che comprendeva le cinque province iberiche peninsulari, Baetica, Gallaecia e Lusitania, queste tre sotto un governo consolare, Hispania Carthaginiensis e Hispania Tarraconensis, queste ultime due rette da un praeses, le Isole Baleari e la Mauretania Tingitana.
| EVOLUZIONE DELLE PROVINCE DELLA HISPANIA ROMANA | EVOLUZIONE DELLE PROVINCE DELLA HISPANIA ROMANA | EVOLUZIONE DELLE PROVINCE DELLA HISPANIA ROMANA | EVOLUZIONE DELLE PROVINCE DELLA HISPANIA ROMANA | EVOLUZIONE DELLE PROVINCE DELLA HISPANIA ROMANA | EVOLUZIONE DELLE PROVINCE DELLA HISPANIA ROMANA | EVOLUZIONE DELLE PROVINCE DELLA HISPANIA ROMANA | EVOLUZIONE DELLE PROVINCE DELLA HISPANIA ROMANA | EVOLUZIONE DELLE PROVINCE DELLA HISPANIA ROMANA | EVOLUZIONE DELLE PROVINCE DELLA HISPANIA ROMANA | EVOLUZIONE DELLE PROVINCE DELLA HISPANIA ROMANA |
| ----------------------------------------------- | ----------------------------------------------- | ----------------------------------------------- | ----------------------------------------------- | ----------------------------------------------- | ----------------------------------------------- | ----------------------------------------------- | ----------------------------------------------- | ----------------------------------------------- | ----------------------------------------------- | ----------------------------------------------- |
| prima della conquista romana                    | Asturi e Cantabri                               | Asturi e Cantabri                               | Celtiberi, Carpetani e Vaccei                   | Celtiberi, Carpetani e Vaccei                   | Cartaginesi (Iberi e Turdetani)                 | Cartaginesi (Iberi e Turdetani)                 | Turduli e Celtici                               | Turduli e Celtici                               | Lusitani, Vettoni e Calleci                     | Lusitani, Vettoni e Calleci                     |
| dal 206 a.C.                                    | Asturi e Cantabri                               | Asturi e Cantabri                               | Celtiberi, Carpetani e Vaccei                   | Celtiberi, Carpetani e Vaccei                   | Repubblica romana (Hispania)                    | Repubblica romana (Hispania)                    | Turduli e Celtici                               | Turduli e Celtici                               | Lusitani, Vettoni e Calleci                     | Lusitani, Vettoni e Calleci                     |
| dal 197 a.C.                                    | Asturi e Cantabri                               | Asturi e Cantabri                               | Celtiberi, Carpetani e Vaccei                   | Celtiberi, Carpetani e Vaccei                   | Hispania Citerior                               | Hispania Ulterior                               | Turduli e Celtici                               | Turduli e Celtici                               | Lusitani, Vettoni e Calleci                     | Lusitani, Vettoni e Calleci                     |
| dal 133 a.C.                                    | Asturi e Cantabri                               | Asturi e Cantabri                               | Hispania Citerior                               | Hispania Citerior                               | Hispania Citerior                               | Hispania Ulterior                               | Hispania Ulterior                               | Hispania Ulterior                               | Hispania Ulterior                               | Hispania Ulterior                               |
| dal 19 a.C.                                     | Hispania Tarraconensis                          | Hispania Tarraconensis                          | Hispania Tarraconensis                          | Hispania Tarraconensis                          | Hispania Tarraconensis                          | Hispania Baetica                                | Hispania Baetica                                | Hispania Lusitania                              | Hispania Lusitania                              | Hispania Lusitania                              |
| dal 212 d.C.                                    | Asturiae-Calleciae                              | Asturiae-Calleciae                              | Hispania Nova Citerior                          | Hispania Nova Citerior                          | Hispania Nova Citerior                          | Hispania Baetica                                | Hispania Baetica                                | Hispania Lusitania                              | Hispania Lusitania                              | Hispania Lusitania                              |
| dal 238 d.C.                                    | Hispania Tarraconensis                          | Hispania Tarraconensis                          | Hispania Tarraconensis                          | Hispania Tarraconensis                          | Hispania Tarraconensis                          | Hispania Baetica                                | Hispania Baetica                                | Hispania Lusitania                              | Hispania Lusitania                              | Hispania Lusitania                              |
| dal 293 d.C.                                    | Asturiae-Calleciae                              | Asturiae-Calleciae                              | Hispania Tarraconensis                          | Hispania Tarraconensis                          | Hispania Carthaginensis                         | Hispania Baetica                                | Hispania Baetica                                | Hispania Lusitania                              | Hispania Lusitania                              | Hispania Lusitania                              |

## Storia

### Tra Iberi e Celti
Quando i Romani arrivarono, nel secondo secolo a.C., la popolazione indigena della penisola iberica, di origine basca si era mescolata per quasi sedici secoli con popolazioni di origine celtica, provenienti dalla Gallia, formando così una nuova popolazione (Celtiberi), con una cultura (celtiberica) tipica della Spagna pre-romanizzata.

Età del Bronzo nella penisola iberica (1500 a.C. ca.)
Tarda età del Bronzo nella penisola iberica (1300 a.C. ca.)

### Occupazione cartaginese

Popoli dell'antica Spagna attorno al 300 a.C., prima della conquista cartaginese

- 236 a.C. - il generale cartaginese Amilcare Barca sbarca in Iberia con le sue armate attraverso Cadice.[3]
- 228 a.C. - Amilcare Barca morì in battaglia. Gli successe nel comando delle armate cartaginesi in Iberia il genero, Asdrubale, il quale ampliò le conquiste con abili azioni diplomatiche, consolidando poi il tutto con la fondazione di Nova Carthago, divenuta ora capitale della nuova provincia.
- 226 a.C. - Asdrubale, ora sufficientemente indipendente da Cartagine, siglò il trattato dell'Ebro con Roma, il quale fissava al fiume Ebro i limiti tra le due potenze mediterranee. Le condizioni del trattato indicavano che Cartagine non poteva espandersi a nord del fiume, Roma invece a sud.[4]
- 221 a.C. - Asdrubale fu ucciso da un celta. È Annibale a succedergli. Era il maggiore dei figli di Amilcare Barca. Fu acclamato dalle truppe e riconosciuto poco più tardi dallo stesso Senato cartaginese.[5]
- 220 a.C. - Annibale conquistò la capitale dei Vaccei, Helmantica (Salamanca) oltre a Arbucala (Zamora).[5][6]
- 219 a.C.
  - Annibale sconfisse un esercito di Vaccaei, Olcadi e Carpetani, riuscendo così a completare la sua conquista della Spagna a sud dell'Ebro, con l'eccezione della città di Sagunto.[5]
  - Poco dopo iniziò l'assedio di Sagunto. La città richiese l'aiuto di Roma, inviando ambasciatori per chiedere la sua protezione, senza però che ciò distogliesse Annibale dai suoi propositi.[5]

### Inizio della conquista romana (218 - 205 a.C.)
Le legioni romane invasero la Spagna nel 218 a.C., ma la penisola fu conquistata per intero solo in epoca augustea, nel primo secolo a.C. Fino ad allora, buona parte delle popolazioni della Spagna restarono autonome e libere (Iberi e Celtiberi). Tutto cominciò con lo scoppio della seconda guerra punica:
- 218 a.C.
  - Annibale riuscì ad espugnare Sagunto con l'aiuto della popolazione locale dei Turboletae e partì per l'avventura italica con l'obbiettivo di attaccare i Romani sul loro stesso territorio. Lasciò al suo giovane fratello, Asdrubale Barca il comando delle truppe cartaginesi in Iberia.[5]
  - Inizia la seconda guerra punica tra Cartagine e Roma.[5]
  - Un esercito romano fu inviato in Iberia sotto il comando di Gneo e Publio Cornelio Scipione, riuscendo a sconfiggere i Cartaginesi a Cissa.[5]
  - I due Scipioni svernarono poi a Tarraco, mentre Asdrubale si ritirò a Nova Carthago, dopo aver rinforzato le postazioni militari a sud dell'Ebro[5]
- 217 a.C.
  - Asdrubale barca lanciò una spedizione per distruggere la base dei Romani a nord dell'Ebro, ma è sconfitto dopo un attacco a sorpresa dalle navi romane, che distruggono completamente il contingente navale cartaginese.[7]
  - Dopo la battaglia del fiume Ebro, Asdrubale respinse gli attacchi degli Iberi, scatenando una ribellione tra i Turdetani.
  - Durante la calata, Publio Cornelio Scipione si unì al fratello Gneo Cornelio Scipione Calvo, rinforzando le armate romane.[7]

- 216 a.C.

Conquiste romane in Iberia a danno dei Cartaginesi.

  - I due Scipioni cominciarono a colpire i possessi dei Barcidi in Iberia e nelle isole Baleari, reclutando truppe ausiliarie indigene e consolidando le loro posizioni a nord dell'Ebro. Incoraggiarono, poi, anche le tribù iberiche alleate dei Romani a compiere per loro conto attacchi contro i possedimenti cartaginesi a sud dell'Ebro.
  - Asdrubale spese l'anno a sottomettere le tribù dell'Iberia, con sforzi limitati nei confronti dei Romani.
- 215 a.C.
  - I Romani posero l'assedio ad Ibera, una piccola città alleata di Cartagine. Frattanto Asdrubale decise di contrattaccare le postazioni romane, marciando a nord dell'Ebro, assediando quindi la città alleata dei Romani, Dertosa. Gli Scipioni, allora, abbandonarono il loro assedio e mossero per combattere Asdrubale, riuscendo a batterlo nella battaglia di Dertosa.[8]
  - I Romani allora riuscirono a rioccupare Sagunto, penetrando in profondità in Spagna.
- 212 a.C. - I Romani e gli alleati Edetani invasero la Turboletania, assaltando la capitale Turba e radendola al suolo, vendendo poi tutti i suoi abitanti come schiavi.[9]
- 211 a.C.
  - Una grande contro-offensiva cartaginese fu condotta da Asdrubale Barca, insieme al fratello Magone Barca e Asdrubale Giscone e portò alla sconfitta e morte dei due Scipioni, Publio e Gneo nelle battaglie del Baetis superiore.[8]
  - Roma si decise, così, a inviare nuovi rinforzi in Iberia sotto il comando di Gaio Claudio Nerone, ma quest'ultimo non riuscì a ottenere sufficienti successi.[10]
- 210 a.C.
  - Fu inviato in Iberia Publio Cornelio Scipione Africano, il figlio di Publio Scipione, con 10.000 armati.[10]
  - Il generale romano, riuscì nel corso del primo anno di campagna militare a conquistare Nova Carthago.[10]
- 209 a.C. - I Cartaginesi divisero la loro armata in tre parti, dando così la possibilità ai Romani di batterli separatamente, uno alla volta.
- 208 a.C.
  - Scipione mosse per primo contro Asdrubale, la cui forze avevano svernato presso Baecula, e qui riuscì a sconfiggerlo, infliggendogli numerose perdite.[8]
  - Dopo questa battaglia, Asdrubale condusse la sua armata in Gallia, attraverso i passi dei Pirenei, per poi raggiungere l'Italia per ricongiungersi alle forze del fratello Annibale.
  - Scipione si ritirò per l'inverno a Tarraco, assicurandosi l'alleanza della maggior parte delle genti iberiche, che passarono dalla sua parte dopo la recente vittoria.
- 207 a.C.
  - Rinforzi cartaginesi sbarcarono in Iberia sotto Annone, e si unirono a Magone Barca. Misero così insieme una potente armata, reclutando anche soldati tra i Celtiberi.
  - Asdrubale Giscone avanzò con la sua armata da Gades fino all'Andalusia.
  - Scipione intanto mandò distaccamenti sotto Silano a colpire per primi Magone. Riuscendo a colpire in modo tanto inaspettato, Silano prese l'accampamento cartaginese, disperdendo l'armata celtibera di Magone e catturando Annone.
- 206 a.C.
  - Scipione ottenne una vittoria schiacciante ad Ilipa (nei pressi di Siviglia), distruggendo le armate cartaginesi comandate da Asdrubale e Magone. Le conseguenze furono la definitiva evacuazione della Spagna da parte dei Cartaginesi.[8]
  - Cadice si arrese poco dopo senza combattere.
- 205 a.C. - Gli esausti Turboleti chiesero la pace, in cambio il Senato di Roma li costrinse a pagare una grossa somma agli abitanti sopravvissuti di Sagunto.
- 202 a.C. - Finisce la seconda guerra punica che vide la sconfitta di Annibale a Zama da parte di Scipione.[8]
- 200 a.C. - Il poeta latino Quinto Ennio menziona, per la prima volta, l'uso della parola Hispania per indicare la penisola iberica (derivante da un nome punico).

### Consolidamento del dominio romano (197 - 102 a.C.)
- 197 a.C.

La prima divisione della Spagna romana in Hispania Citerior e Hispania Ulterior (nel 196 a.C.).

  - Gaio Sempronio Tuditano e Marco Elvio divisero la penisola iberica controllata da Roma in due province: la Hispania Ulterior e la Hispania Citerior. Erano governate da magistrati eletti di anno in anno (consoli, pretori, proconsoli o propretori).
  - I Turdetani si sollevarono ancora contro il governatore romano.
- 196 a.C. - La rivolta dei Tuboleti fu sedata dal pretore della Hispania Citerior, Quinto Minucio Termo, in una battaglia nei pressi delle rovine di Turba. I loro territori devastati dalla guerra furono divisi tra le popolazioni dei Bastetani e degli Edetani, scomparendo totalmente.
- 195 a.C. - Marco Porcio Catone divenne console e assunse il comando dell'intera Hispania. Egli per primo condusse le sue armate contro i ribelli del nord-est, sottomettendo le popolazioni della bassa e media valle dell'Ebro e occupando la città pirenaica di Iacca (secondo altre fonti Catone la espugnò l'anno successivo, nel 194 a.C.); poi marciò verso sud e mise fine alla rivolta dei Turdetani.[11]
- 193 a.C. - Il console Fulvio Flacco sconfisse una coalizione di Vaccei, Vettoni e Lusoni nei pressi di Toletum (Toledo). Le forze ribelli si rifugiarono nella città lusone di Contrebia Belaisca, che fu poi occupata dal console, ponendo fine alla ribellione.[12]
- 193-191 a.C.: sottomissione delle tribù dei Celtiberi Oretani, Carpetani, Vettoni e Vaccei da parte dei due governatori Gaio Flaminio e Marco Fulvio Nobiliore;
- 188 a.C.-187 a.C.: rivolta di alcune popolazioni celtibere sedata da L. Manlio Acidinio;
- 181 a.C.
  - La tribù dei Belli fu costretta ad accettare la sovranità romana da parte di Tiberio Sempronio Gracco.[12]
  - Numerose tribù lungo il fiume Ebro, specialmente i Lusoni, si ribellarono a Roma, invadendo la Hispania Ulterior, la valle dell'Ebro alla ricerca di un posto dove trasferirsi. Iniziò così la prima guerra celtiberiana.[12]
- 180 a.C.
  - Tiberio Sempronio Gracco, proconsole della Hispania Citerior, rende libera la città di Caravis (Magallón), alleata di Roma, dai Celtiberi.[12]
  - Ancora Gracco conquistò Contrebia Belaisca, centro della rivolta. I territori circostanti caddero in mano romana e furono divisi con le popolazioni indigene alleate dei Romani. Si procedette poi alla fondazione della città di Gracurris (Alfaro) per sottrarla nel possesso ai Celtiberi.[12]
- 179 a.C. - Tiberio Gracco sconfisse ancora una coalizione di Celtiberi nella battaglia del monte Moncayo, ponendo così fine alla prima guerra celtiberiana.[12]

La penisola iberica nel 156 a.C., alla vigilia della guerra lusitana e di quella numantina.

- 155 a.C. - Sotto il comando prima di un certo Punicus e poi di Cesarus, i Lusitani e Vettoni raggiunsero Gibilterra, dove furono sconfitti dal praetor Lucio Mummio. Inizia così la guerra lusitana.[13]
- 154 a.C.
  - I Lusitani sotto Cesarus, saccheggiarono la Hispania Baetica (moderna Andalusia).
  - Roma vietò l'ampliamento delle fortificazioni di Segeda, capitale dei Belli, considerandola un'infrazione al trattato stipulato da Gracco nel 179 a.C. Comunque i Belli non se ne curarono e ampliarono le fortificazioni. Inizia così la guerra numantina.[12]
- 153 a.C.
  - Con l'avanzata delle legioni romane condotte dal console Quinto Fulvio Nobiliore, gli abitanti di Segeda si rifugiarono a Numantia, città degli Arevaci.[12][14]
  - Nobiliore distrusse la città di Segeda, prese Ocilis (Medinaceli), ma fu sorpreso in un'imboscata dal generale dei Belli, un certo Caros, leader della coalizione dei Celtiberi, durante la battaglia di Ribarroya, nei pressi della vallata del fiume Baldano.[12][14]
  - Nobiliore raggiunse Numantia, dove trascorse l'inverno senza riuscire a prenderla.[14]
- 152 a.C. - Marco Claudio Marcello rimpiazzò Nobiliore come console responsabile delle operazioni militari in hispania e occupò le città celtibere di Ocilis e Nertobriga. Intrappolati, i Numantini si arresero, terminando così la seconda guerra celtibera.[14]
- 147 a.C. - Viriato fu acclamato capo dei Lusitani.[15]
- 143 a.C.
  - Viriato formò una federazione di tribù celtiche, ostili al potere romano in Hispania. Gli Arevaci erano tra queste tribù, e diede inizio alla seconda fase della guerra numantina.[16]
  - Il governatore Quinto Cecilio Metello Macedonico attaccò i territori dei Vettoni, ma non fu capace di prendere la città di Numantia e di Termancia.[17]
- 142 a.C.
  - Fabio Serviliano, nuovo console e governatore della Hispania Ulterior, dopo aver saccheggiato numerose città fedeli a Viriato in Hispania Baetica e nel sud della Lusitania, fu sconfitto dai Lusitani presso Erisane (in Baetica).[16]
  - Fabio Serviliano, dopo la sconfitta, dichiarò Viriato "amico di Roma".[16]
- 141 a.C. - Dopo aver sofferto nuove sconfitte, il generale Quinto Pompeo, negoziò segretamente la pace con la città di Numantia.[17]
- 140 a.C.
  - Nella Hispania Ulterior, Servilio Cipiano, con l'aiuto delle armate Marco Popilio Lenate, sconfisse pesantemente le armate dei Lusitani, obbligando Viriato a cercare rifugio a nord del fiume Tago.[16]
  - Le armate di Servilio Cipiano attaccarono anche i Vettoni e i Galleci.[16]
- 139 a.C.
  - Il Senato di Roma ritenne che le azioni di Fabio Serviliano fossero indegne della Repubblica romana, e inviò Servilio Cipiano a rimpiazzarlo e a sconfiggere le tribù ribelli della Hispania.[16]
  - Servilio Cipiano fonda le nuove città di Castra Servilia e Caepiana (nel territorio del popolo dei Celtici).
  - Viriato inviò ambasciatori per negoziare la pace con Servilio Cipiano, ma fu tradito e ucciso nel sonno dai suoi stessi compagni, corrotti da Marco Popilio Lenate.[18]
  - Le armate dei Lusitani, ora condotte da un certo Tautalo, tentarono una nuova incursione verso sud contro i Romani, ma furono sconfitti. Finì così la guerra di Lusitania.[18]
- 138 a.C. - Il generale Marco Popilio Lenate non riconobbe il trattato di pace del 141 a.C., siglato tra Quinto Pompeo e gli Arevaci, incominciando la fase finale della guerra numantina.[17]

La penisola iberica nel 100 a.C..

- 137 a.C. - Gaio Ostilio Mancino cominciò l'assedio alla città di Numantia, ma fu respinto diverse volte, prima di essere circondato e costretto ad accettare il trattato. E comunque il Senato romano non ratificò questo nuovo trattato.[17]
- 136 a.C. - Dopo aver attraversato i fiumi Duero e Minho, Decimo Giunio Bruto Callaico pose sotto assedio e conquistò la città di Talabriga, sconfiggendo i Galleci. Dopo questa campagna militare, le legioni romane si ritirarono al sud, senza lasciare nessuna guarnigione.
- 134 a.C. - Il console Publio Cornelio Scipione Emiliano fu inviato in Hispania Citerior alla fine della guerra, contro la città di Numantia.[19]
- 133 a.C. - Scipione fece costruire intorno alla città di Numanzia, ultimo baluardo dei ribelli, una cerchia di fortificazioni tutto intorno, con sette forti dove porre il suo esercito. Poi iniziò l'assedio. Dopo aver sofferto la fame per un lungo periodo, la maggior parte dei sopravvissuti preferì commettere un suicidio collettivo, piuttosto che arrendersi ai Romani. E così Scipione ebbe ragione dell'ultima resistenza numantina, ponendo fine alle guerre celtibere.[20][21][22]
- 123 a.C. - Le isole Baleari furono conquistate da Quinto Cecilio Metello, tanto da meritagli il titolo vittorioso di "Balearico". Metello sistemò 3.000 cittadini romani e iberici nei territori di dell'isola di Maiorca, fondando la città di Palma oltre a Pollentia.
- 107 a.C. e anni immediatamente successivi: ribellioni di secondaria importanza e molto localizzate nei territori dei Lusitani e di alcune popolazioni celte dell'occidente peninsulare.
- 105 a.C. - Dopo la battaglia di Arausio, le tribù germaniche di Teutoni e Cimbri saccheggiarono i territori settentrionali della hispania fino alla Gallecia.
- 102 a.C. - Cimbri e Teutoni mossero dalla Iberia per attaccare i Romani nella Gallia Narbonense, ma furono sconfitti nella battaglia di Aquae Sextiae e poi di Vercellae (nella Gallia cisalpina).

### Guerre civili e fine della Repubblica (83-31 a.C.)
- 83 a.C. - Il generale Quinto Sertorio fu inviato per la seconda volta in Iberia, dove rappresentava il partito di Gaio Mario contro Lucio Cornelio Silla durante la guerra civile che era scoppiata a Roma. La guerra che ne seguì, vide il generale mariano unirsi agli insorti Lusitani.[23][24]
- 81 a.C. - Si amplia il conflitto a tutta l'Iberia.
- 80 a.C. - la battaglia del fiume Baetis, vide il "secondo in comando" di Sertorio, un certo Irtuleio, insieme alla forze ribelli, sconfiggere le armate repubblicane del governatore della Hispania Ulterior, Lucio Fulfidio.[24]

- 79 a.C.

La penisola iberica nel 50 a.C. prima della guerra civile tra Cesare e Pompeo.

  - Le armate di Quinto Sertorio controllavano ora la maggior parte della Hispania Ulterior e parte della Hispania Citerior.[24]
  - Il governatore della Hispania Ulterior, Quinto Cecilio Metello Pio, attaccò le armate di Sertorio presso Lacobriga (probabilmente Lagos nelle Algarve), ma fu incapace di occuparla.
- 77 a.C.
  - Sertorio si unì al generale Marco Perperna Vento da Roma, insieme ad alcuni aristocratici romani.[24]
  - Sertorio sconfisse il generale Gneo Pompeo Magno e Quinto Cecilio Metello Pio presso Sagunto.
  - In questo periodo Quinto Sertorio, attraverso patti di clientelismo, stabilì forti solidarietà tra la sua armata e le popolazioni indigene.
- 76 a.C.
  - Sertorio sconfisse ancora Pompeo nei pressi dei Pirenei.
  - Cecilio Metello Pio sconfisse Irtuleio, che fu obbligato a fuggire.[24]
- 75 a.C.
  - Ancora Metello sconfisse Irtuleio, riuscendo a congiungersi con le armate di Pompeo.[24]
  - Nella battaglia del Sucro, Metello, Pompeo e il console Lucio Afranio riescono a sconfiggere Sertorio.[24]
- 74 a.C. - Pompeo fonda la città di Pompelon (la moderna Pamplona) dopo essere stato accampato nella regione. Inizia la romanizzazione del popolo dei Vasconi.[25]
- 73 a.C.
  - Sertorio perde tutta la regione della Celtiberia (parte centrale dell'Iberia).
  - Pompeo e Metello sottomettono i Turmodigi e annettono i loro territori, che corrisponderebbero oggi alla parte centrale e occidentale della provincia di Burgos oltre alla parte orientale della provincia di Palencia, nella Hispania Citerior.
  - I Belli e i loro alleati Titii si fusero con le tribù pro-romane degli Uraci, Cratistii e Olcadi per formare una federazione tardo-celtibera nella parte romanizzata della Celtiberia meridionale.
  - Sertorio è assassinato a un banchetto.[24]
- 72 a.C.
  - Marco Perperna Vento assunse il comando delle ex-armate di Sertorio, ma fu velocemente sconfitto da Pompeo, terminando così la guerra sertoriana.[24]
  - Metello pacificò e sottomise la Hispania Ulterior. Mentre la regione a nord del fiume Tago non era ancora sotto il dominio della Repubblica romana.
- 61 a.C. - Gaio Giulio Cesare fu assegnato al servizio del governatore della Hispania Ulterior nel ruolo di propraetor.
- 60 a.C. - Cesare ottenne dei buoni successi contro le tribù dei Galleci e Lusitani. I suoi soldati lo acclamarono, per queste vittorie, Imperator sul campo di battaglia, considerazione fondamentale per richiedere un trionfo una volta tornato a Roma.[26]
- 56 a.C. - Un'insurrezione di Turmodigi, Vaccei e altre popolazioni fu sconfitta dal praetor Quinto Cecilio Metello Nepote Minore.

- 49 a.C.

La penisola iberica nel 45 a.C. al tempo della guerra civile tra Cesare e Pompeo.

  - Il Senato di Roma dichiarò Cesare "nemico pubblico", dando inizio alla guerra civile.
  - Cesare, recatosi in Hispania, sconfisse i legati di Pompeo, Marco Terenzio Varrone, Marco Petreio e Lucio Afranio nella battaglia di Lerida.[27]
  - Gaio Cassio Longino, legato di Cesare, fu lasciato in Hispania di fronte alle crescenti difficoltà nel mantenere le popolazioni locali obbedienti a Roma.
- 46 a.C.
  - I figli di Pompeo, Gneo il Giovane e Sesto, insieme a Tito Labieno, che era stato durante la conquista della Gallia, primo legatus di Cesare (legatus propraetor), si rifugiarono in Hispania, dove continuarono a resistere alla dittatura di Cesare su tutto il mondo romano.[27]
  - novembre, Cesare torna in Hispania.[27]
  - Ottaviano e Marco Vipsanio Agrippa si uniscono a Cesare in Hispania, per continuare la guerra civile.
- 45 a.C.
  - A Munda, nel sud della Spagna, Cesare ottenne la sua ultima vittoria contro le forze dei Pompeiani di Tito Labieno e Gneo Pompeo il Giovane.[26]
  - Sesto Pompeo, partì dai suoi accampamenti di Corduba (in Baetica), verso la Hispania Ulterior, combattendo contro il governatore lasciato da Cesare, prima di scappare poi in Sicilia. Finisce la guerra civile romana.
  - Cesare, prima di tornare a Roma, lascia alcuni suoi legati a governare la Hispania con l'obbiettivo di pacificarla e punire quelle tribù che a lui non erano state fedeli.
  - Le colonie greche di Emporion e Rhode persero la loro autonomia, come punizione per essersi schierate dalla parte dei Pompeiani.[28]

Le guerre civili comportarono il coinvolgimento delle popolazioni locali e in seguito il mutamento della politica romana, che da un regime di sfruttamento passò a favorire l'integrazione: ai personaggi più influenti, e progressivamente al resto degli abitanti liberi della Hispania, venne concessa la cittadinanza romana e vennero fondati municipi e colonie.

### Periodo imperiale (29 a.C. - 409 d.C.)

Spagna romana durante il periodo delle guerre cantabriche (29-19 a.C.).

- 29 a.C. - Tito Statilio Tauro fece il primo importante intervento contro le tribù del nord della Meseta, iniziando le guerre cantabriche.
- 27 a.C.
  - Marco Vipsanio Agrippa divise la Hispania in tre parti, di fatto dividendo la Hispania Ulterior nelle nuove province della Baetica (con i territori dell'Andalusia) e della Lusitania (includendo i territori della Gallaecia e delle Asturie) oltre ad "attaccargli" la Cantabria e i paesi Baschi alla Hispania Citerior.
  - L'Imperatore Augusto tornò in Spagna e fece una nuova divisione amministrativa, come segue: la provincia della Hispania Ulterior Baetica (o Hispania Baetica), la cui capitale era Corduba (Cordova; quella della Hispania Ulterior Lusitania, con capitale Emerita Augusta (Mérida); e quella della Hispania Citerior, con capitale Tarraco (Tarragona), più tardi nota come Hispania Tarraconensis.[25]
- 26 a.C. - Sempre Augusto stabilì quale suoi "quartier generale" per le operazioni militari in Cantabria in Segisama (nei pressi di Burgos), iniziando la sua prima campagna.[29]
- 25 a.C.
  - Augusto diede a Brigantum, il castrum di Asturica Augusta (Astorga), ai Brigaeci come premio per il loro aiuto. Inoltre, spartì la pianura tra gli alleati. Tuttavia, poco dopo ai Cantabri si unirono gli Asturi nella lotta comune.[30]
  - Augusto si ritirò a Tarraco, probabilmente poiché cadde malato.
  - Il generale romano Tito Publio Carisio attaccò le armate asture, ponendo sotto assedio il sito di Mons Medullius.

(Floro, Epitome di storia romana, II, 33, 50.)
- 19 a.C. - Asturi e Cantabri si arresero a Roma, mettendo termine alle guerre cantabriche.

La Spagna romana nel 293 dopo la riforma tetrarchica.

- 17 a.C. - Augusto riorganizzò nuovamente la Hispania trasferendo i territori di Galizia, Asturia e Cantabria dalla provincia della Lusitania a quella della ''Hipania Citerior Tarraconensis.
- 98 d.C. - Traiano, nativo della Hispania Baetica diventa Imperatore romano.[31]
- 117 - Adriano, anche lui nativo della Hispania Baetica, diventa Imperatore,[32]
- 212 - L'Imperatore Caracalla fa una nuova divisione amministrativa che durò, però, solo per un breve periodo. Divise la Hispania Citerior ancora di due parti, creando le nuove province romane di Hispania Nova Citerior e la Asturiae-Calleciae.
- 238 - Viene riunificata la Tarraconensis o Hispania Citerior. Asturia e Gallaecia fanno ancora parte della stessa.
- 293 - Con la riforma tetrarchica venne formata la dioecesis Hispaniae, divenendo una delle quattro diocesi governate da un vicarius della prefettura delle Gallie (che comprendeva le province della Gallia), oltre alla Germania Superiore ed Inferiore e alla Britannia). La diocesi aveva come capitale Emerita Augusta (Mérida), comprendendo le cinque province peninsulari iberiche (Baetica, Gallaecia e Lusitania, ciascuna sotto un governatore di rango consolare; oltre alla Carthaginiensis e alla Tarraconensis, ciascuna governata da un praeses), e le isole Baleari a cui fu aggiunta parte del nord Africa (Mauretania Tingitana).[33]

La Spagna romana nel 17 a.C., con la Betica provincia senatoriale.
La Spagna romana nel 212, con la divisione provvisoria di Caracalla.

### Fine della Spagna romana

La Spagna nel V secolo, con le popolazioni vandaliche di Asdingi (nel nord-ovest) e Silingi (nel sud).

Il 31 dicembre 406 Vandali (suddivisi in Asdingi e Silingi), Alani e Svevi invasero la Gallia varcando il fiume Reno. È possibile che questa invasione fosse stata scatenata dalla migrazione degli Unni nella grande pianura ungherese, avvenuta tra il 400 e il 410; infatti Vandali, Alani e Svevi vivevano proprio nella zona dove si sarebbero insediati gli Unni, e la minaccia unna potrebbe averli spinti a invadere la Gallia. L'invasione della Gallia e la debolezza manifestata dal governo di Onorio, spinse le legioni britanniche a rivoltarsi acclamando imperatore prima un certo Marco, poi, alcuni mesi dopo, un certo Graziano e poi, dopo il rifiuto di questi di intervenire contro i Barbari, il generale Flavio Claudio Costantino. Questi, attraversata la Manica, riuscì a bloccare temporaneamente l'avanzata dei barbari e a prendere il controllo di gran parte dell'Impero: Gallia, Spagna e Britannia.
Costantino III, quindi, elevò al rango di Cesare suo figlio Costante, mentre in Spagna due parenti di Onorio si rivoltarono, rifiutandosi di riconoscere l'autorità dell'usurpatore e mettendo insieme un'armata che minacciava di invadere la Gallia e deporlo. Costantino III inviò dunque suo figlio Costante, insieme al generale Terenzio e al prefetto del pretorio Apollinare, nella penisola iberica per sedare la rivolta. Nonostante ai soldati ribelli si fossero aggiunti un'immensa massa di schiavi e contadini, l'esercito di Costante riuscì a sedare la rivolta e a catturare i capi dei ribelli (Vereniano e Didimio, parenti di Onorio), e li condusse prigionieri in Gallia da suo padre, dove furono giustiziati.

La Spagna della metà V secolo, divisa tra Suebi (ad Occidente) e Visigoti (ad Oriente).

Costante, nel frattempo, aveva lasciato incautamente il generale Geronzio in Spagna con le truppe galliche affidandogli il compito di sorvegliare i Pirenei, sostituendo dunque con truppe di origini barbariche (gli Honoriaci) i presidi locali che un tempo sorvegliavano i passi. Quando dunque Costante ritornò in Spagna per la seconda volta per governarla come Cesare, Geronzio per brame di potere si rivoltò proclamando a sua volta imperatore un tale Massimo. Sembra inoltre aver incitato i barbari che erano in Gallia a invadere la Gallia meridionale in modo da tenere occupato Costantino III; tale tentativo di sfruttare i barbari per vincere la guerra civile contro Costantino III risultò tuttavia controproducente e negli ultimi mesi del 409 i Vandali, gli Alani e Svevi, a causa del tradimento o della negligenza dei reggimenti Honoriaci a presidio dei Pirenei, entrarono in Spagna, sottomettendola per la massima parte. Secondo Kulikowsky, tuttavia, nel periodo 409-410 i Barbari si limitarono a saccheggiare le campagne, non essendo in grado di prendere le città, e l'amministrazione romana, seppur sotto il controllo dell'usurpatore Massimo, continuò a funzionare: ne sarebbe la prova il fatto che nel resoconto apocalittico dei saccheggi dei barbari in Spagna che si può leggere nella cronaca di Idazio, si afferma che nelle città le popolazioni erano afflitte dall'"esattore tiranno" e dal "soldato vorace", cioè funzionari romani.
Solo quando l'usurpatore Massimo e il suo comandante Geronzio decisero di invadere la Gallia per detronizzare Costantino III, i barbari approfittarono della partenza dell'esercito romano dalla Tarraconense per impossessarsi stabilmente del territorio invaso spartendoselo tra di loro (411):
(Idazio, Cronaca, s.a. 411.)
Secondo Procopio, storico vissuto nel VI secolo, i Barbari avrebbero avuto il riconoscimento dell'occupazione dei territori da parte di Roma, mentre al contrario Orosio, vissuto all'epoca dei fatti, afferma esplicitamente che l'occupazione fu illegale. Tra le due testimonianze discordanti, Heather propende a dare credito a quella di Orosio, in quanto fonte più vicina cronologicamente ai fatti, e anche Kulikowsky ritiene che la spartizione tra i barbari fosse avvenuta senza l'autorizzazione del governo imperiale. Nel frattempo Massimo, Geronzio e gli altri usurpatori nelle Gallie furono sconfitti dal generale romano Costanzo, il quale riuscì anche a raggiungere nel 415 un accordo con i Visigoti, che divennero ancora una volta foederati (alleati) dell'Impero; l'intenzione di Costanzo era sfruttare i Visigoti per riconquistare la Spagna a Vandali, Alani e Svevi.
Tra il 416 e il 418 gli invasori del Reno subirono, quindi, la controffensiva dei Visigoti di Wallia per conto dell'Imperatore d'Occidente: vennero annientati nella Betica i Vandali Silingi mentre gli Alani subirono perdite così consistenti da giungere a implorare la protezione dei rivali Vandali Asdingi, stanziati in Galizia. Grazie a questi successi, le province ispaniche della Lusitania, della Cartaginense e della Betica tornarono sotto il controllo romano, ma il problema ispanico non si era tuttavia ancora risolto, anche perché dopo la sconfitta, Vandali Siling e Alani si coalizzarono con i Vandali Hasding, il cui re, Gunderico, divenne re dei Vandali e Alani. Costanzo, comunque soddisfatto, richiamò i Visigoti in Aquitania: era sufficientemente soddisfatto del risultato delle campagne militari, essendo tutta la Spagna tornata in mano imperiale a parte la provincia periferica della Galizia, poco produttiva e a cui si poteva anche rinunciare. La diocesi di Spagna riprese a funzionare come prima e per difendere i territori riconquistati dai barbari residui in Galizia fu creato per la prima volta l'esercito di campo della Spagna, attestato per la prima volta dalla Notitia Dignitatum, databile al 420 circa. Nel frattempo, i Visigoti furono stanziati in Gallia Aquitania come foederati, ricevendo terre nella valle della Garonna. L'Aquitania sembra sia stata scelta da Costanzo come terra dove far insediare i foederati Visigoti per la sua posizione strategica: infatti era vicina sia dalla Spagna, dove rimanevano da annientare i Vandali Asdingi e gli Svevi, sia dal Nord della Gallia, dove forse Costanzo intendeva impiegare i Visigoti per combattere i ribelli separatisti Bagaudi nell'Armorica.
     Impero d'Occidente (Onorio).
     Aree in rivolta.
     Franchi, Alamanni, Burgundi.
     Vandali e Alani.
     Suebi.
     Visigoti.

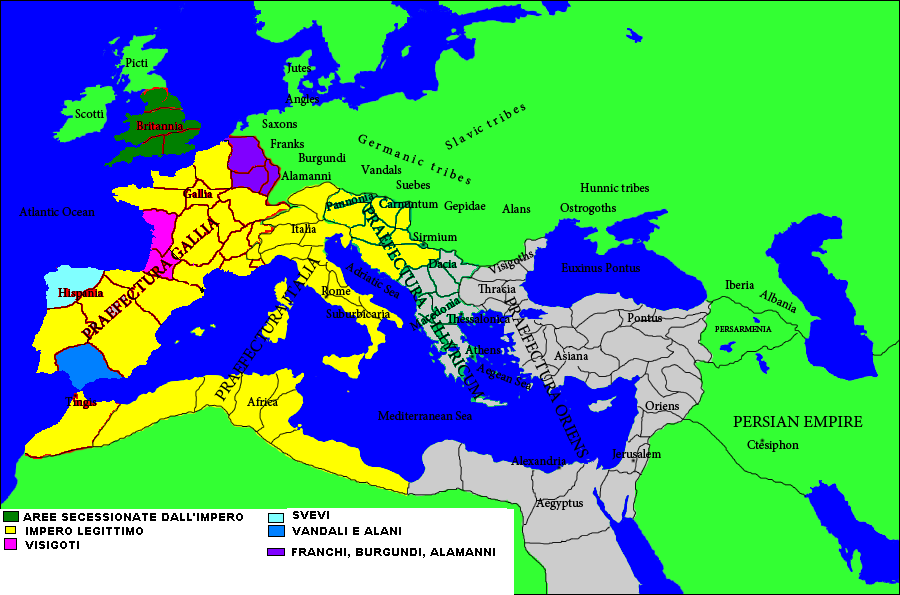
L'Impero romano d'Occidente nel 421.
Impero d'Occidente (Onorio).
Aree in rivolta.
Franchi, Alamanni, Burgundi.
Vandali e Alani.
Suebi.
Visigoti.
Grazie alle prodezze di Flavio Costanzo, la Gallia e la Tarraconense erano tornate sotto il dominio di Onorio con la sconfitta degli usurpatori, mentre gli Alani erano stati scacciati con il supporto visigoto dalla Lusitania e dalla Cartaginense, e i Bagaudi nell'Armorica erano stati ricondotti all'obbedienza. I Visigoti ottennero, in cambio dei loro servigi in Hispania, la Gallia Aquitania come foederati dell'Impero.

Nel frattempo la nuova coalizione vandalo-alana tentò subito di espandersi in Galizia a danni degli Svevi, costringendo i Romani a intervenire nel 420: l'attacco romano, condotto dal conte Asterio, non portò però all'annientamento dei Vandali, ma li spinse piuttosto in Betica, che da essi prese in nome di "Vandalucia" (Andalusia). Lungi dall'essere vittoriosa, fu quindi disastrosa in quanto spinse involontariamente i Vandali a invadere la Betica mettendo a forte repentaglio i risultati positivi delle campagne di riconquista di Wallia: a differenza della periferica e poco importante provincia della Galizia, infatti, la Betica si trovava nel cuore della diocesi di Spagna e la sua perdita avrebbe costituito un forte danno per lo stato romano. In compenso Asterio riuscì a catturare l'usurpatore Massimo, che aveva per la seconda volta tentato di usurpare il trono, ricevendo come premio il titolo di patrizio (421/422). I massimi vertici dell'Impero, comunque, si resero conto della necessità di annientare i Vandali nella Betica e nel 422 fu organizzata una nuova spedizione per annientarli definitivamente: il generale Castino si scontrò in battaglia contro di essi con un esercito rinforzato da foederati visigoti, ma, forse grazie a un presunto tradimento dei Visigoti, fu da essi sconfitto.
L'usurpazione di Giovanni Primicerio prima (423-425) e le lotte per l'ottenimento del grado di generalissimo dell'Impero tra Ezio, Bonifacio e Felice (che durarono fino al 433) distrassero parzialmente il governo centrale dalla lotta contro i Barbari, facilitando i loro successi; ciò avvenne soprattutto in Spagna, che era la provincia meno prioritaria da difendere per l'Impero. I Vandali ebbero così via libera per razziare e occupare la Spagna meridionale, con la presa di Siviglia e di Cartagena e la devastazione delle Isole Baleari (425). Nel 428 Siviglia fu di nuovo espugnata e saccheggiata dai Vandali.
La partenza dei Vandali per l'Africa (429) lasciò tuttavia la Spagna libera dai Barbari, fatta eccezione per gli Svevi in Galizia. Il panegirico di Merobaude asserisce che in Spagna, dove prima «più niente era sotto controllo,... il guerriero vendicatore [Ezio] ha riaperto la strada un tempo prigioniera e ha cacciato il predatore [in realtà andatosene in Africa per propria iniziativa], riconquistando le vie di comunicazione interrotte; e la popolazione è potuta ritornare nelle città abbandonate.» Sembra che l'intervento di Ezio in Spagna si fosse limitato a negoziazioni diplomatiche con gli Svevi in modo da raggiungere a un accomodamento tra Svevi e abitanti della Galizia, nonostante le pressioni esercitate da alcuni ispano-romani, che avrebbero preferito un intervento militare. Ezio non intendeva però perdere soldati nella riconquista di una provincia poco prospera quale la Galizia e si limitò a ripristinare il dominio romano sul resto della Spagna, che ricominciò di nuovo a far affluire entrate fiscali nelle casse dello stato a Ravenna.

Legenda: giallo - insediamento iniziale degli Suebi;
verde - sfera di influenza sueba al suo apogeo; rosso - regno visigoto; beige - Impero romano d'Occidente.

Tutto ciò cambiò però con l'ascesa del re svevo Rechila, succeduto a suo padre Ermenerico nel 438. Approfittando della scarsa attenzione riservata dal governo centrale alla Spagna, dovuta alle altre diverse minacce esterne sugli altri fronti (Gallia, Africa, Illirico), Rechila condusse gli Svevi alla conquista di gran parte della penisola iberica: tra il 439 e il 441, essi occuparono Merida (capoluogo della Lusitania) nel 439 e di Siviglia e delle province della Betica e della Cartaginense nel 441. L'unica provincia ispanica ancora rimasta sotto il controllo di Roma era la Tarraconense, che tuttavia era infestata dai separatisti Bagaudi. Furono vane le campagne successive di riconquista condotte da Ezio: se le prime due, condotte dai comandanti Asturio (442) e Merobaude (443), avevano come fine il recuperare perlomeno la Tarraconense ai Bagaudi, quella di Vito (446), più ambiziosa, tentò di recuperare la Betica e la Cartaginense, finite in mano sveva, ma, nonostante il sostegno dei Visigoti, l'esercito romano fu annientato dal nemico. Questo fallimento era attribuibile almeno in parte al fatto che Ezio non poteva concentrare tutte le sue forze nella lotta contro gli Svevi vista la minaccia unna.
Secondo Kulikowsky, tuttavia, non sembra che il controllo svevo su Betica e Cartaginense fosse molto saldo: gli Svevi erano troppo pochi per controllare saldamente quelle due province, e sembra che Rechila fosse riuscito a controllare quelle due province eliminando i funzionari provinciali da esse tramite le sue campagne di conquista, in modo "da eliminare fonti alternative di potere locale e competitori diretti per le ricchezze e per il gettito delle regioni"; in altre parole, secondo Kulikowsky, "le conquiste di Rechila furono puramente nominali e consistevano più nell'abilità di raccogliere tributi senza l'opposizione di autorità imperiali che in un'occupazione fisica di territori". Secondo Kulikowsky, la conquista sveva di Cartaginense e Betica fu ottenuta anche grazie all'appoggio fornito agli svevi da alcuni elementi locali, e ciò spiegherebbe perché l'esercito romano di Vito rinforzato da foederati Visigoti spogliò i provinciali delle due province durante il tentativo di riconquista del 446: per punirli per aver tradito lo stato romano appoggiando la presa di potere degli Svevi. Secondo lo stesso Kulikowsky, lungi dall'essere completamente fallimentare come racconta Idazio, la spedizione di Vito potrebbe addirittura aver ristabilito la precaria dominazione romana nelle due province di Betica e Cartaginense: infatti nel 449 il conte Censorio, funzionario romano, è attestato in Betica, dove venne assassinato, mentre il testo di Idazio sostiene che nell'anno 455 gli Svevi saccheggiarono la Cartaginense, che "in precedenza gli Svevi avevano restituito ai Romani"; sembra dunque evidente che dopo la campagna di Vito una qualche forma di controllo romano sulle due province fu ristabilito.
Nel frattempo l'influenza visigota sulla Spagna si accresceva sempre di più. Fino alla campagna di Vito, i Visigoti parteciparono alle campagne contro Vandali e Svevi nella penisola iberica sempre come contingenti ausiliari comandati da generali romani; invece, a partire dal 453/454, anno in cui Federico - fratello del re visigoto - sedò un'insurrezione di Bagaudi, i Visigoti cominciarono ad agire in Spagna sotto i loro stessi comandanti, essendo stato delegato ad essi dai Romani il compito di mantenere l'autorita romana nella penisola. Nel 455 divenne imperatore Avito, un gallo-romano di classe alto - senatoria nominato magister militum da Petronio, acclamato imperatore ad Arelate con il sostegno militare dei Visigoti e che, entrato a Roma, riuscì a ottenere il riconoscimento da parte dell'esercito romano d'Italia grazie all'imponente esercito visigoto. Avito era intenzionato a intraprendere un'azione contro gli Svevi, i quali minacciavano la Tarraconense: inviò dunque in Spagna i Visigoti, i quali, però, se riuscirono ad annientare gli Svevi, saccheggiarono il territorio ispanico e se ne impadronirono a scapito dei Romani. Inviso alla classe dirigente romana e all'esercito d'Italia per la sua gallica estraneità, contro Avito si rivoltarono i generali dell'esercito italico Ricimero, nipote del re visigoto Vallia, e Maggioriano, che, approfittando dell'assenza dei Visigoti, partiti per la Spagna per combattere gli Svevi, lo sconfissero presso Piacenza nel 456 e lo deposero. Il vuoto di potere creatosi alimentò le tensioni separatiste nei vari regni barbarici che si stavano formando.

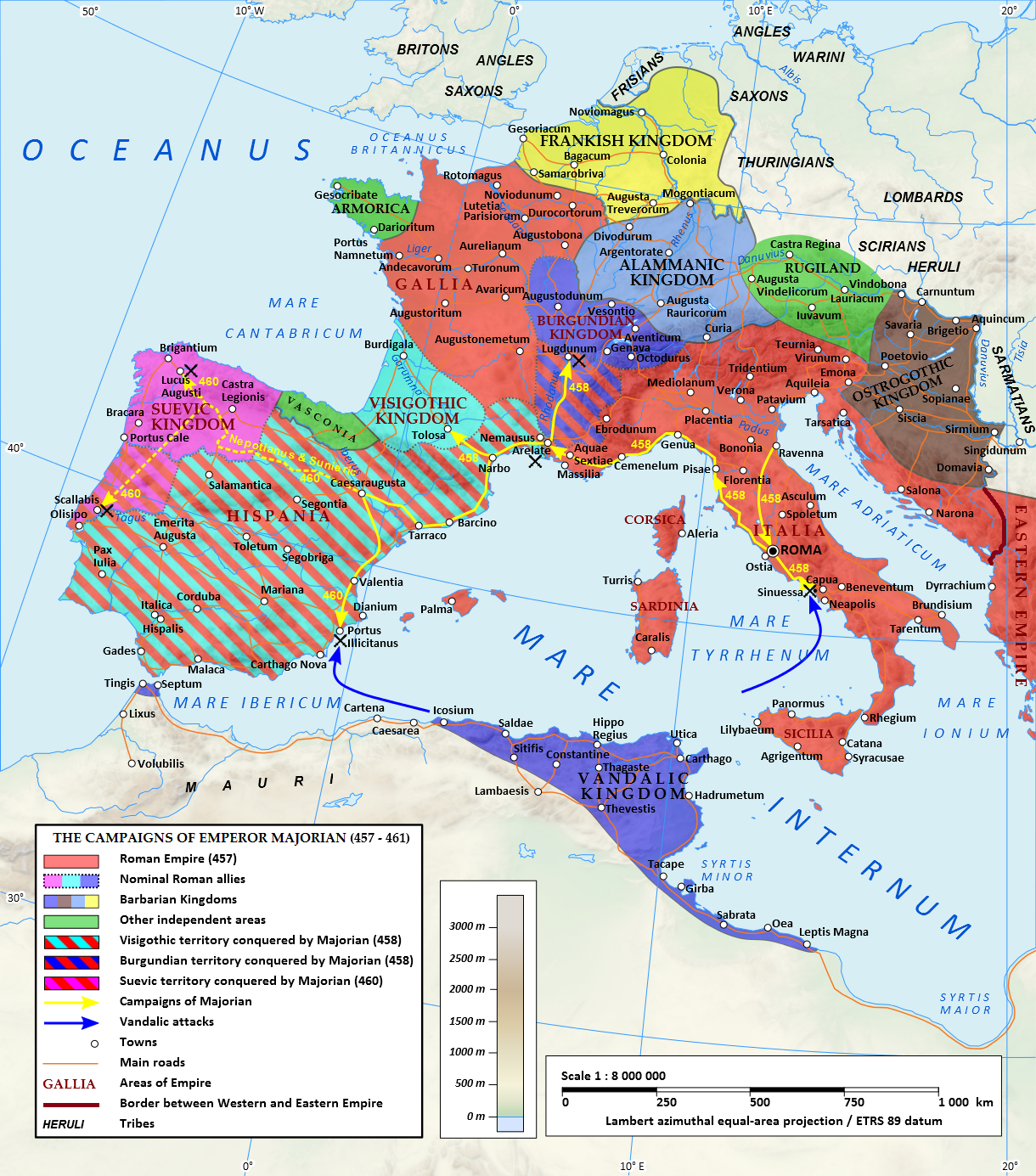
L'Impero romano d'Occidente sotto Maggioriano. Si noti come l'Illirico fosse solo nominalmente sotto il dominio dell'imperatore, mentre il potere effettivo era tenuto dal comes Marcellino; anche la Gallia e parte dell'Hispania erano di fatto, all'inizio del regno di Maggioriano, fuori dal controllo dell'imperatore, in quanto occupate dai Visigoti e dai Burgundi.

Venne nominato imperatore, quindi, Maggioriano, il quale intendeva per prima cosa consolidare il dominio sull'Italia e riprendere il controllo della Gallia, che gli si era ribellata dopo la morte dell'imperatore gallo-romano Avito; i tentativi di riconquista della Hispania e dell'Africa erano progetti in là nel futuro. Per prima cosa assicurò la sicurezza dell'Italia, sconfiggendo nell'estate del 458 un gruppo di Vandali sbarcato in Campania, per poi, una volta rinforzato l'esercito assoldando un forte contingente di mercenari barbari, per poi invadere la Gallia, scacciando i Visigoti di Teodorico II da Arelate, costringendoli a ritornare nella condizione di foederati e di riconsegnare la diocesi di Spagna, che Teodorico aveva conquistato tre anni prima a nome di Avito; l'imperatore mise il proprio ex-commilitone Egidio a capo della provincia, nominandolo magister militum per Gallias e inviò dei messi in Hispania ad annunciare la propria vittoria sui Visigoti e l'accordo raggiunto con Teodorico.
Dopo aver ricondotto all'obbedienza anche i Burgundi, Maggioriano decise quindi di attaccare l'Africa vandalica. Intanto Maggioriano stava conquistando la Spagna: mentre Nepoziano e Sunierico sconfiggevano i Suebi a Lucus Augusti e conquistavano Scallabis in Lusitania, l'imperatore passò da Caesaraugusta (Saragozza), dove fece un adventus imperiale formale, e aveva raggiunto la Cartaginense, quando la sua flotta, attraccata a Portus Illicitanus (vicino ad Elche), fu distrutta per mano di traditori al soldo dei Vandali. Maggioriano, privato di quella flotta che gli era necessaria per l'invasione, annullò l'attacco ai Vandali e si mise sulla via del ritorno: quando ricevette gli ambasciatori di Genserico, accettò di stipulare la pace, che probabilmente prevedeva il riconoscimento romano dell'occupazione de facto della Mauretania da parte vandala. Al suo ritorno in Italia, venne assassinato per ordine di Ricimero nell'agosto 461. La morte di Maggioriano significò la definitiva perdita della Spagna a favore dei Visigoti: infatti, dopo il ritiro dalla Spagna di Maggioriano, nessun altro ufficiale romano è attestato nelle fonti nella penisola iberica, rendendo evidente che dopo il 460 la Spagna non faceva più - di fatto - parte dell'Impero.

## Difesa ed esercito

### Legioni e fortezze legionarie
Sappiamo che nel 44 a.C., alla morte di Cesare, c'erano 37 legioni romane. Di queste due erano dislocate nella Spagna Ulteriore e due in quella Citeriore (tra cui la XXVIII e forse la XXI).
In seguito Augusto si dedicò, con l'aiuto di Agrippa, a portare a compimento una volta per tutte la sottomissione di quelle "aree interne" all'impero non ancora conquistate completamente. La parte nord-ovest della penisola iberica, che ormai creava problemi da decenni, fu condotta sotto il dominio romano, dopo una serie di pesanti campagne militari in Cantabria durate 10 anni (dal 29 al 19 a.C.), l'impiego di numerose legioni (ben sette/otto: I Germanica, II Augusta, IIII Macedonica, V Alaudae, VI Victrix, VIIII Hispana, X Gemina e XX Valeria Victrix) insieme a un numero altrettanto elevato di ausiliari, oltre alla presenza dello stesso Ottaviano sul teatro delle operazioni (nel 26 e 25 a.C.).
Sappiamo che all'epoca dell'imperatore Augusto, poco dopo la fine della rivolta dalmato-pannonica del 6-9 e poco prima della disfatta di Teutoburgo, c'erano 28 legioni lungo i confini imperiali romani, così come è evidenziato qui sotto nella tabella riassuntiva sulla loro dislocazione:
| N. fortezze legionarie | unità legionaria      | località antica         | località moderna                  | provincia romana  |
| ---------------------- | --------------------- | ----------------------- | --------------------------------- | ----------------- |
| 25                     | Legio II Augusta      | Petavonium o Iuliobriga | Rosinos de Vidriales o Retortillo | Hispania Citerior |
| 26                     | Legio IIII Macedonica | Pisoraca                | Herrera de Pisuerga               | Hispania Citerior |
| 27                     | Legio VI Victrix      | Legio                   | León                              | Hispania Citerior |
| 28                     | Legio X Gemina        | Asturica Augusta        | Astorga                           | Hispania Citerior |

Qui di seguito l'elenco di tutte le fortezze legionarie di epoca imperiale:
- a Astorga, la latina Asturica Augusta;[71]
- a Herrera de Pisuerga, la latina Pisoraca, di epoca augustea;[71] [72]
- a León, la latina Legio da Augusto al V secolo;[71][73]
- a Lugo, la latina Lucus Augusti di epoca augustea;[71]
- a Retortillo, la latina Iuliobriga di epoca Augustea;[72]
- a Rosinos de Vidriales, la latina Petavonium di epoca augustea;[71]

## Geografia politica ed economica

### Maggiori centri provinciali
Quando la Hispania fu divisa in Citerior ed Ulterior, ebbe come capitali: per la Spagna citeriore Carthago Nova (attuale Cartagena), sostituita nel corso del I secolo a.C., sotto Gaio Giulio Cesare o Ottaviano Augusto, da Tarraco (l'attuale Tarragona) ed era costituita da un territorio comprendente buona parte del Levante centrale ispanico e la totalità di quello settentrionale incentrati sulla colonia focese di Emporion (Empúries) e sulla città di Tarraco (Tarragona), fondata da Publio Cornelio Scipione su un precedente centro indigeno. Il territorio presentava lungo la costa alcune colonie dedotte da Massilia (Marsiglia). La successiva espansione romana nell'interno (furono sconfitte le tribù iberiche degli Jacetani e degli Ilergeti) giunse a Osca (Huesca) e a Salduba (Saragozza).
La Spagna ulteriore ebbe, invece, come capitale Hispalis (Siviglia), sostituita nell'ultimo periodo da Corduba (Cordova) e occupava inizialmente il bacino inferiore del fiume Guadalquivir, con la città alleata (civitas foederata) di Gades (Cadice) e la colonia romana di Italica, fondata sempre da Scipione. Il territorio era stato interessato dalla penetrazione fenicia e punica.
Ancor prima che terminassero le guerre celtibere, le organizzazioni territoriali indigene, spesso appoggiate su centri fortificati (oppida) e fortemente frammentate, vennero rapidamente sostituite da un'organizzazione municipale. Vennero fondate poche colonie, dovute alle necessità militari, fra cui Carteia, Colonia Libertinorum nel 176 a.C., Corduba, oggi Cordova, fondata da Marco Claudio Marcello, nel 152 a.C., Valentia, oggi Valencia, nel 138 a.C. e, nel secolo successivo, Caesar Augusta (l'attuale Saragozza).

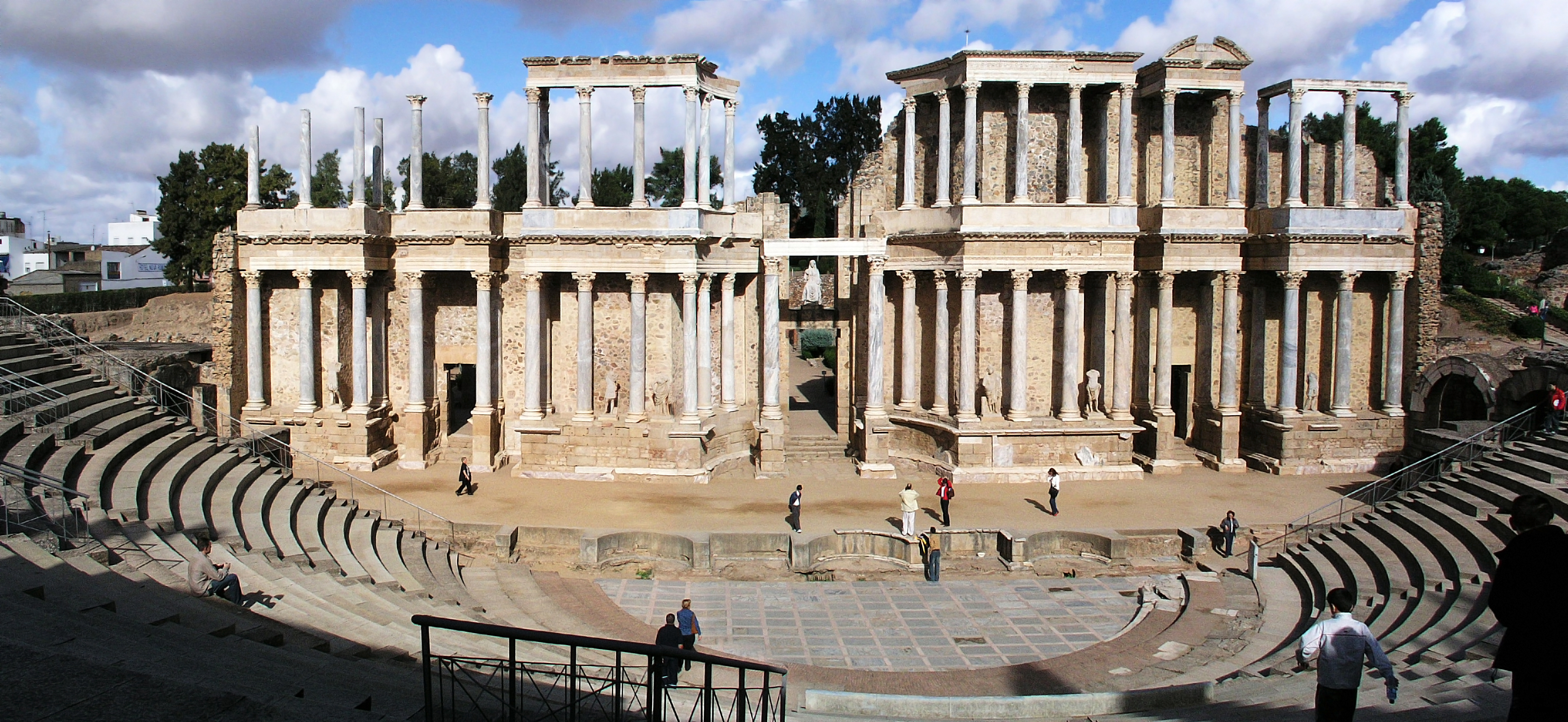
Teatro romano di Mérida
Acquedotto romano di Segovia
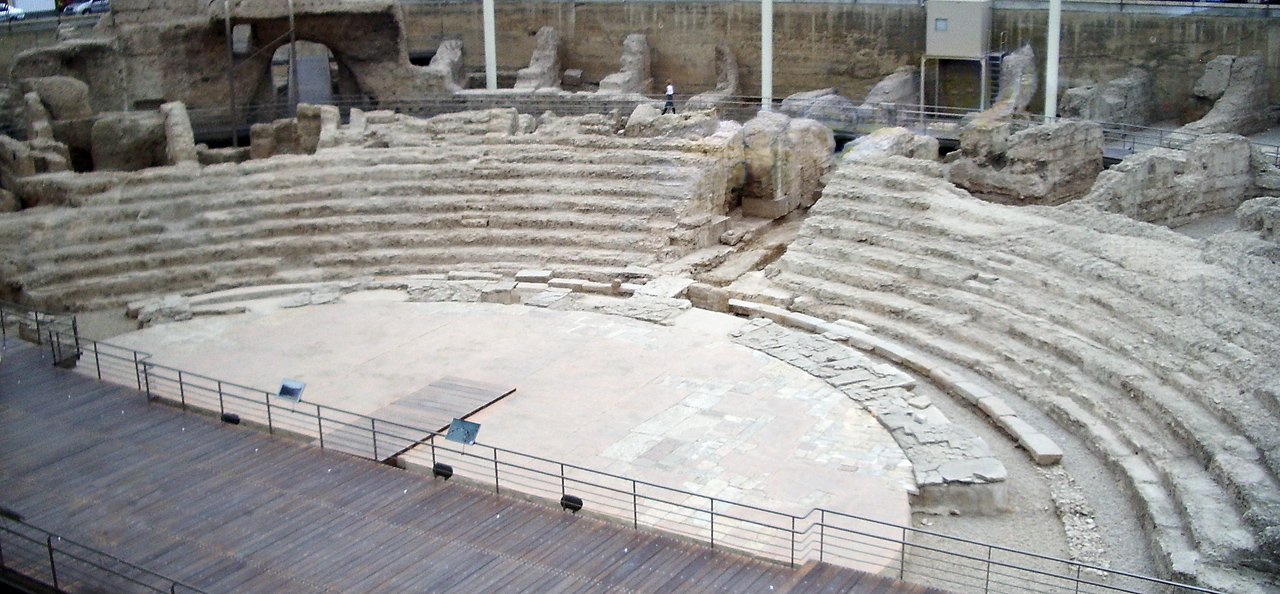
Teatro romano di Saragozza
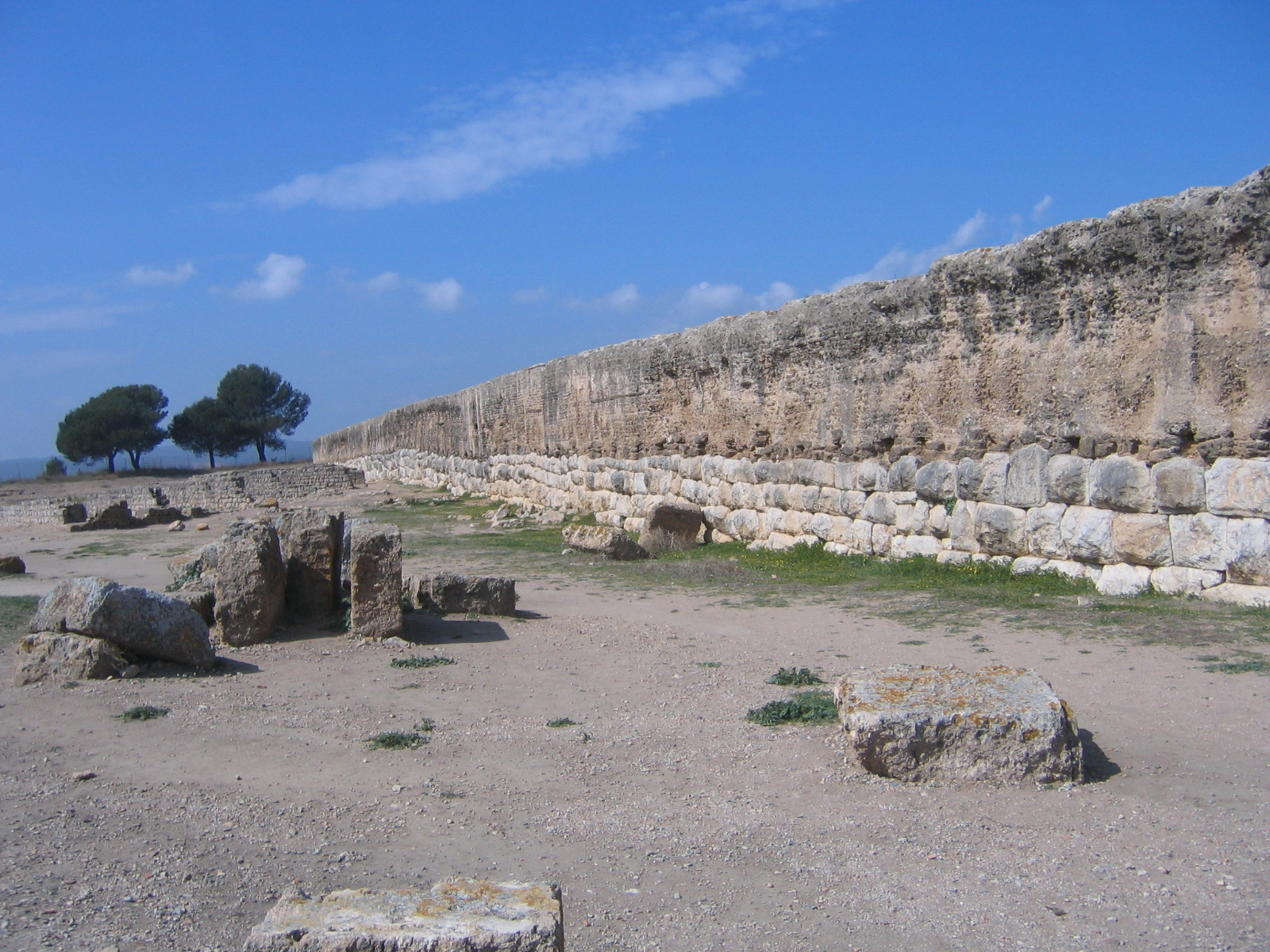
Il Vallo romano di Ampurias

### Principali vie di comunicazione provinciali

Vie romane della penisola iberica.

Le principali vie di comunicazioni provinciali erano:
- la via Augusta, costruita a partire dall'8 a.C. per collegare Gades (Cadice) con Narbo Martius (Narbona) in Gallia Narbonensis.
- la via Delapidata, costruita per collegare Merida con Astorga.

### Religione
Il Cristianesimo fu introdotto in Spagna nel I secolo e divenne popolare, nelle città, nel II secolo. Invece le campagne furono toccate di meno dalla nuova religione, almeno fino al IV secolo. In Spagna si formarono alcune sette eretiche, come il Priscillianesimo, ma la maggior parte dei vescovi rimase subordinata al papa. I vescovi, nel V secolo quando il potere di Roma iniziava a deteriorarsi, esercitavano sia l'autorità ecclesiastica come pure quella civile. Il Concilio dei vescovi divenne uno strumento di stabilità, mentre iniziava l'ascesa dei visigoti nell'area.